# Réflexe de redressement du chat
Le réflexe de redressement du chat est la capacité innée des chats à s'orienter lorsqu'ils chutent pour atterrir sur leurs pattes. Ce réflexe de basculement latéral apparaît chez le chaton vers trois ou quatre semaines et est entièrement maîtrisé au bout de sept semaines.
Les chats peuvent réaliser cette prouesse grâce à la flexibilité exceptionnelle de leur colonne vertébrale et à l'absence d'une clavicule. 
Les chats sans queue, comme le manx, ont également cette capacité puisque la queue est peu utilisée pour réaliser cet exploit. La plupart du temps, le chat déplace ses pattes postérieures et compte sur la conservation du moment angulaire pour préparer l'atterrissage.

## Technique

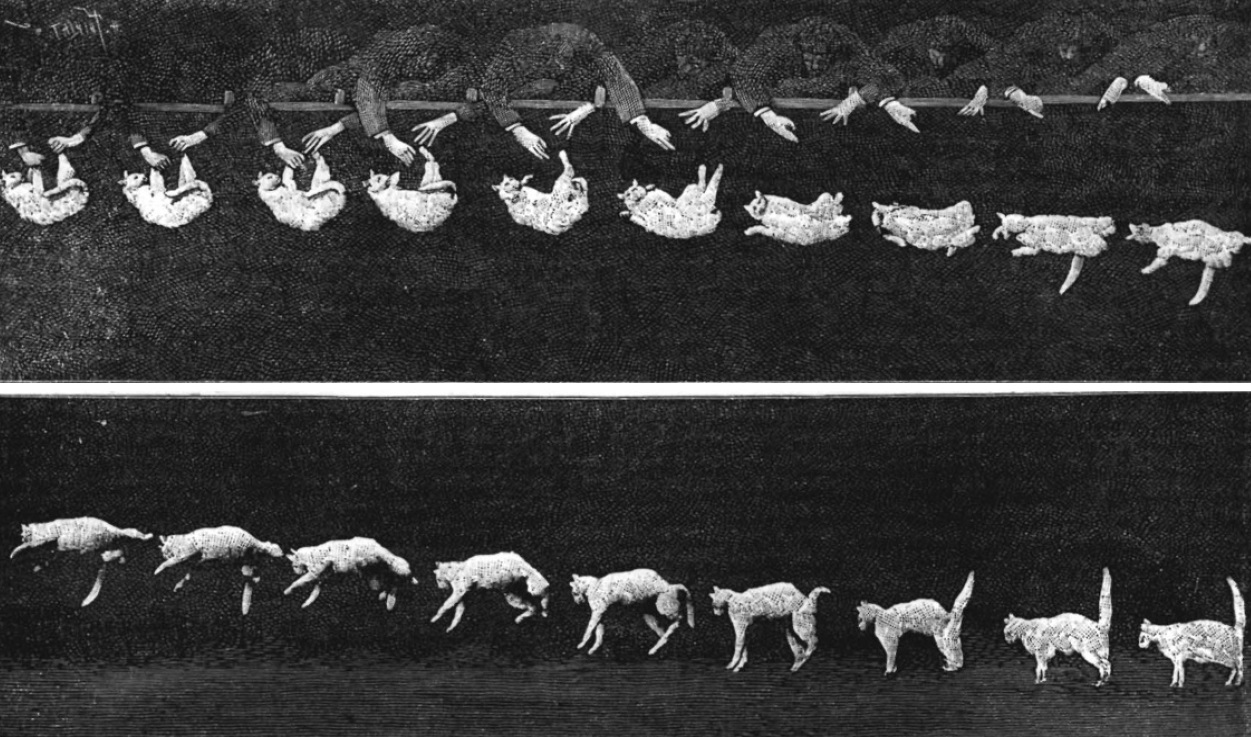
Chronophotographie du retournement d'un chat par Étienne-Jules Marey parue dans la revue Nature en 1894.

L'animal détermine d'abord visuellement ou grâce à son organe vestibulaire le haut du bas, puis se tourne pour faire face au sol sans rien changer à son élan. Ses vibrisses lui permettent de déterminer la distance qui le sépare du sol.
Tout d'abord son corps se plie par la moitié, de sorte que la moitié avant tourne autour d'un axe différent de la moitié arrière. Il replie ensuite ses pattes avant pour réduire le moment d'inertie de la moitié avant de son corps et tend ses pattes arrière pour au contraire augmenter le moment d'inertie de la moitié arrière. Ceci lui permet de tourner la moitié avant d'environ 90 % et la moitié arrière d'environ 10 %.
Puis il déplie ses pattes avant et replie ses pattes arrière afin de tourner beaucoup sa moitié arrière et peu sa moitié avant dans la direction opposée.
Selon la souplesse du chat et l'élan initial, il peut être nécessaire de répéter plusieurs fois ces mouvements pour achever un cycle complet d'une rotation de 180°,,.

### Autres espèces de félins
Le réflexe du redressement est également présent chez la panthère, le jaguar et le caracal.

## Vitesse
La vitesse maximale théorique d'un chat en chute libre est d'environ 100 km/h tandis que celle d'un homme est de 210 km/h. 
Après avoir atteint la vitesse maximale, les chats orientent leurs membres à l'horizontale de sorte que leur corps touche le sol en premier.
En plus du réflexe de redressement, les chats ont un certain nombre d'autres caractéristiques qui leur permettent de réduire les dommages causés par une chute. Leur petite taille, leur structure osseuse légère et leur épaisse fourrure peuvent diminuer sa vitesse. En outre, une fois redressés, ils peuvent également étirer leur corps pour augmenter la résistance à l'air et ralentir dans une certaine mesure la chute qui a lieu vers 60 km/h, même s'il tombe d'un gratte-ciel (cas répertoriés dans la littérature scientifique).

## Blessure

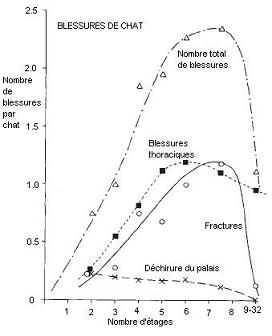
Au delà de sept étages, le nombre de blessures du chat diminue.

La hauteur minimum requise pour que cela se produise sans risque chez la plupart des chats est aux alentours d'un mètre cinquante.
Grâce à leur réflexe de redressement, les chats peuvent souvent atterrir au sol indemnes. Cependant, ce n'est pas toujours le cas même lors d'une chute de très faible hauteur, par exemple d'un meuble d'une hauteur standard (84 cm). En effet, au cours de ce réflexe, le basculement latéral est mieux corrigé que le basculement antéro-postérieur, le chat pouvant ainsi tomber sur le menton ou le bassin et se les fracturer.
Dans une étude réalisée en 1987, publiée dans le Journal of the American Veterinary Medical Association, 132 chats ont été étudiés au New York Animal Medical Center après avoir chuté de bâtiments. Il a été constaté que les blessures atteignaient un maximum autour de sept étages de chute. Les analystes appellent ce phénomène le « syndrome du chat parachutiste ». Pour les chutes plus hautes que sept étages, le chat a suffisamment de temps pour se détendre et positionner ses membres à l'horizontale, ce qui augmente sa surface, réduisant ainsi sa vitesse et donc la violence du choc. En fléchissant les pattes, ils absorbent l'impact, comme un ressort. Les auteurs de l'étude pensent qu'il faut à un chat l'équivalent en hauteur de cinq étages pour atteindre sa vitesse maximale. Il peut alors se détendre et étirer son corps pour augmenter la résistance à l'air. Toutefois, une autre interprétation venant d'une discussion sur Internet serait que sur plus de sept étages, les chats connaîtraient un taux de létalité plus élevé qui dissuaderait le propriétaire du chat de lui faire faire des soins médicaux. Lors d'une étude, il a été montré qu'environ 90 % des chats survivent à une chute d'immeuble et les chats souffrant le plus tombent d'une hauteur de six à huit étages. Cette étude ignore cependant le biais des survivants, qui pourrait expliquer autrement ce phénomène. La majorité des blessures sont au thorax tandis que celles d'un humain seraient plutôt des blessures à la tête ou aux jambes, entraînant plus de chutes mortelles. Le record est détenu par un chat américain ayant survécu à une chute sur le béton de 32 étages, soit environ 137 mètres. Le chat s'en est tiré avec une dent cassée.

## Paradoxe du chat beurré
Le paradoxe du chat beurré est un paradoxe humoristique construit sur la combinaison des deux adages qui veulent que d'une part un chat retombe toujours sur ses pattes, et que d'autre part une tartine retombe toujours du côté du beurre. Le paradoxe du chat beurré se demande de quel côté retomberait un chat à qui on aurait attaché une tartine beurrée sur le dos. Cette blague a fait son apparition en 1992 sur le site Usenet Oracle et a depuis été fréquemment analysée,. Certains ont même formulé des expériences de pensée qui expliquent par exemple de manière ironique que la conclusion d'une telle expérience serait l'apparition d'un effet d'antigravité. Il est expliqué que le système { chat + tartine } ralentira à l'approche du sol et tournera sur lui-même, pour obtenir un état stationnaire autrement appelé « lévitation félino-tartinique ».